# هادي الصائغ
السيّد هادي بن حسين الحسيني البحراني المشهور بـالصائغ (1884 - 19 أغسطس 1957) فقيه مسلم ومؤلف عراقي في القرن 20 م/ 14 هـ أهتم بالتدريس والعلوم العربية. ولد في النجف ونشأ بها. ينتمي إلى أسرة هاشمية حسينية شيعة اثنا عشرية واشتهر بـالصائغ نسبة لأخواله من آل الغريفي. قرأ المقدّمات ثمّ حضر الأبحاث العالية في الفقه الجعفري واُصوله على عبد الكريم الجزائري و محمد كاظم اليزدي. كان عالماً مشاركاً في الفقه واُصوله والتفسير والحديث والرجال والأدب وغيرها وقام بالتدريس في النجف. نزل المسيب وتوفي بها. دفن في النجف في العتبة العلوية. له من المؤلفات أحسن الغنائم في شرح شواهد ابن الناظم وباب الأبواب في معرفة علم الإعراب وتحفة الأقران في علمي المعاني والبيان وغاية الإحكام في آيات الأحكام وأراجيز وشروح.

## سيرته
ولد هادي بن حسين بن جواد بن مهدي بن حسين الحسيني البحراني في النجف سنة 1302 هـ/1884 م ونشأ بها. قرأ المقدّمات الأدبية والشرعية، ثمّ حضر الأبحاث العالية في الفقه واُصوله على عبد الكريم الجزائري و محمد كاظم اليزدي. كان عالماً مشاركاً في الفقه واُصوله والتفسير والحديث والرجال والأدب وغيرها، ومدرّساً ممتازاً تخرج عليه عدة من العلماء. أرسله أبو الحسن الأصفهاني إلى مدينة المسيب فنزلها قائماً بوظائفه الشرعية والتف حوله أهلها. واشتهر بـالصائغ نسبة لأخواله من آل الغريفي.

توفي في المسيب 23 محرم سنة 1377 هـ/ 19 أغسطس 1957 م ونقل إلى النجف ودفن بالصحن الشريف بحجرة رقم 17.

## مؤلفاته
- أحسن الغنائم في شرح شواهد ابن الناظم
- الأنوار المضيئة في شرح القصيدة الأزرية
- باب الأبواب في معرفة علم الإعراب
- البغية، أرجوزة في الضوابط الفقهية.
- تحفة الأقران في علمي المعاني والبيان
- تقريرات في الفقه من بحث أستاذه اليزدي
- الدرّة في اُصول الفقه
- الدرّة البيضاء في شرح خطبة الزهراء
- شرح الأرجوزة الأعسمية
- شرح الجعفرية في الصلاة
- غاية الإحكام في آيات الأحكام
- النخبة، أرجوزة في الرجال

وغيرها وكلّها مخطوطة.